# 硫杂环丙烯
硫杂环丙烯是一种不稳定的有机硫化合物，化学式为C2H2S，具有反芳香性。它的纯净物在室温未能分离出来，但是在低温通过光谱可以观测得到。
它的S-氧化物衍生物以及S-烷基衍生物已有晶体学报道。